# Ukraine au Concours Eurovision de la chanson 2006
L'Ukraine a participé au Concours Eurovision de la chanson 2006 à Athènes, en Grèce.